# Kupîcivolea, Jovkva
Kupîcivolea (în ucraineană Купичволя) este o comună în raionul Jovkva, regiunea Liov, Ucraina, formată numai din satul de reședință.

## Demografie
Componența lingvistică a comunei Kupîcivolea
     Ucraineană (99,53%)
     Alte limbi (0,35%)
Conform recensământului din 2001, majoritatea populației comunei Kupîcivolea era vorbitoare de ucraineană (99,53%), existând în minoritate și vorbitori de alte limbi.